# Abu Sulayman Banakati
Abū Sulaymān Dāwūd Banākatī (in persiano ابوسلیمان بناکتی‎; Kondor, ... – 1330) è stato uno storico persiano vissuto durante la tarda epoca dell'Ilkhanato. È conosciuto principalmente per la sua opera sulla storia del mondo, il Rawdat uli al-albab fi maʿrifat al-tawarikh wa al-ansab, meglio noto come Tarikh-i Banakati.
Banakati si recò anche alla corte dell'Ilkhanato assieme ad altri intellettuali. Egli stesso riferisce di aver prestato servizio come poeta principale alla corte del sovrano ilkhanide Ghazan (regnante dal 1295 al 1304) nel 1302.

## Biografia
Banakati nacque a Banakat (più tardi conosciuta come Shahrukhiya e situata 88 km a sud-ovest di Tashkent), una città della Transoxiana. Il suo laqab (nome onorifico) era Fakhr al-Din Banakati. Discendeva da una famiglia di studiosi ed era il figlio dello studioso religioso Taj al-Din Abu al-Fadl Banakati, noto per aver scritto il Kitab al-maysur. Banakati aveva anche un fratello di nome Nizam al-Din Ali Banakati, che era un importante sufi. Banakati si appassionò sin da giovane alla cultura e divenne un valido poeta; secondo i suoi stessi resoconti, nel 1302 prestò servizio come poeta principale alla corte del sovrano ilkhanide Ghazan (r. 1295-1304). Durante l'estate di quell'anno, Banakati ricevette da Ghazan il titolo di malik al-shuʿara (re dei poeti). Banakati ammette di aver ricoperto il ruolo di poeta principale a corte anche perché suo fratello era il precedente detentore della carica. Al-Baghdadi attribuisce a Banakati la composizione di un diwan, una collezione di poemi. Un esempio della lirica di Banakati è citato nel Tadhkirat al-shu'ara ("Memoriale dei poeti"), un dizionario biografico redatto da Dawlatshah Samarqandi (morto nel 1495/1507).

## Opere

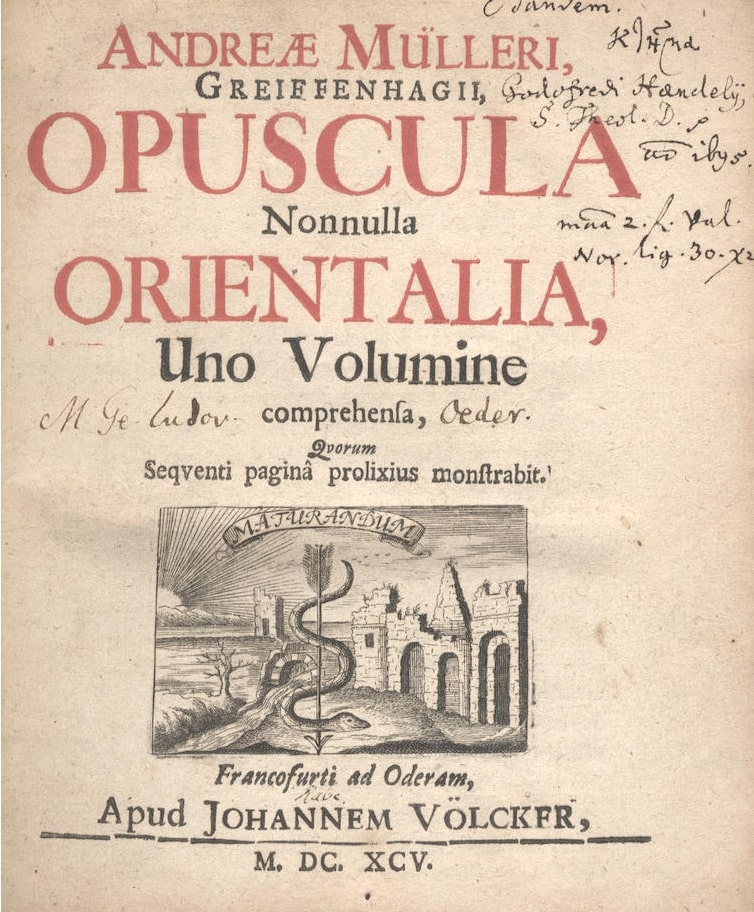
Manoscritto degli Opuscula nonnulla orientalia, scritti in latino dal sinologo tedesco Andreas Müller. Il Tarikh-i Banakati di Banakati rientra nella raccolta

Banakati è principalmente conosciuto per il suo scritto sulla storia del mondo, il Rawdat uli al-albab fi maʿrifat al-tawarikh wa al-ansab, meglio noto come Tarikh-i Banakati. L'opera, completata il 31 dicembre 1317, è divisa in nove parti: (1) i profeti e i patriarchi; (2) i monarchi dell'antica Persia; (3) il profeta Maometto e la storia del califfato; (4) le dinastie iraniche attive durante il periodo di esistenza del califfato abbaside; (5) gli ebrei; (6) i cristiani e i franchi; (7) gli indiani; (8) i cinesi; (9) i mongoli. Il libro si conclude con l'inizio del regno dell'ultimo sovrano ilkhanide, Abu Sa'id Bahadur Khan (r. 1316-1335). L'ultima parte della nona sezione, che narra gli eventi avvenuti dal 1304 al 1317, è considerata la principale fonte disponibile relativa al regno di Oljeitu (r. 1304-1316).
Banakati afferma che la maggior parte dell'opera rappresenta una versione ridotta del libro della storia del mondo intitolato Jami' al-tawarikh di Rashid al-Din Hamadani (morto nel 1318). Come riportato da alcuni studiosi, Banakati fu in grado di aggiungere informazioni notevolmente importanti alla sua opera grazie alla sua posizione di rilievo presso la corte mongola. A prescindere dalla brevità del testo, esso è considerato imparziale e prezioso, nonché una delle fonti più affidabili del suo tempo. Il Tarikh-i Banakati fu pubblicato per la prima volta nel 1678, quando la sua ottava parte ("Storia dei cinesi") fu tradotta in latino come Abdallae Beidavaei historia Sinensis dal sinologo tedesco. Andreas Müller, che la scambiò per un'opera dello studioso persiano Qadi Baydawi (morto nel 1319), probabilmente a causa di un copista che la inserì come un'altra opera di Baydawi. La traduzione latina del libro fu poi tradotta in lingua inglese da Stephen Weston e pubblicata a Londra nel 1820. Lo scrittore francese Quatremère de Quincy (1755-1849) incluse l'opera nel suo libro Histoire des Mongols de la Perse.
Dawlatshah afferma che nessun altro storico ha scritto tanto sulla Cina, sull'India, sugli ebrei e sull'impero bizantino quanto Banakati.
Riportando anche alcune delle sue stesse parole, Banakati ritrae perlopiù Ghazan come una figura pia, a testimonianza dell'amalgama delle idee mongole e islamiche che si stava verificando all'epoca. Come altri poeti, Banakati utilizza nozioni e titoli di derivazione sia iranica che centroasiatica. A titolo di esempio, si riferisce al sovrano mongolo come Pādshāh, Khusrav e Ṣāḥib-Qirān, ma anche come Khagan (Qa'an) e Khan dei khan.